# 竊聽

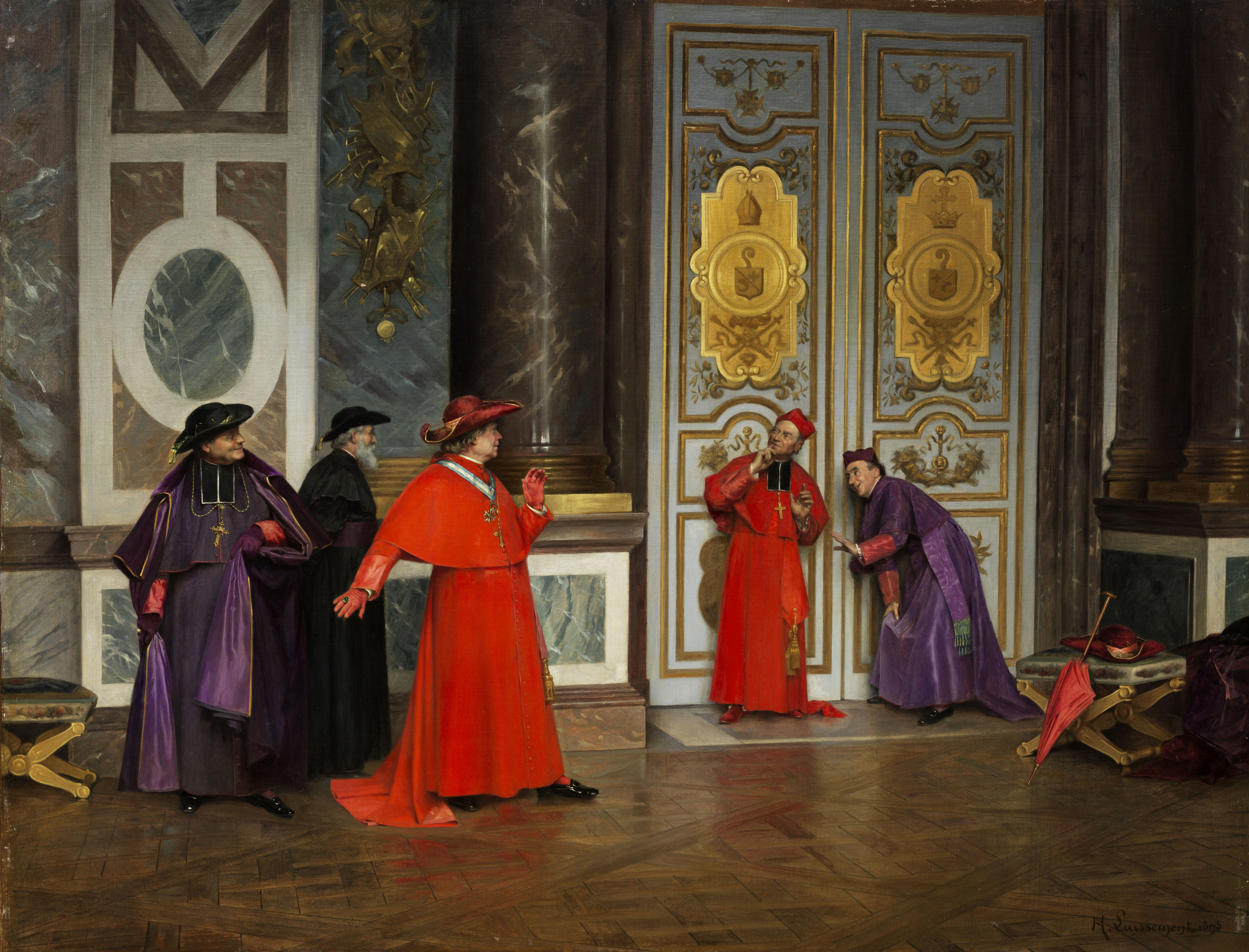
将耳朵贴在门上听取里面的动静是一种较为原始的窃听方式

竊聽（英語：Eavesdropping），又稱盜聽、監聽，在未經同意的前提下，第三方以隱密的方式，聽取不對外公開的私人對話。現代可以利用竊聽工具，如錄音機、竊聽器等帶有錄音功能的工具，在被竊聽者不知情的情況下錄取其發出的任何聲音。一般來說，這種做法是違反道德、甚至違反法律的。
随着技术的发展，窃听一词不再局限于偷听声音，还可以指暗地里截取他人传输的网络流量并试图分析以获取其中内容的行为。

## 法律規定
窃听是对公民言论和通信自由的最大伤害，针对普通人的窃听触犯了法律的底线。无论对个人隐私以何种方式窃听窃取，都是对公民生活的强行介入，它已经触犯了人权的底线。
根据美国法律及其州法，电话中的任何一方对谈话内容录音，允许他人进行录音，或为在电话线上安置窃听装置提供方便均不违法。美国大多数州的电话录音法（telephone recording laws）只要求谈话中的一方知道谈话被录音，其他12个州则要求谈话双方都知道谈话被录音。所以一个比较好的做法是，在谈话开始之前，告知双方接下来的对话可能会被录音。

## 技術
因現代科技的進步，進行竊聽的技術，包括電話竊聽等，常被使用。手機、Wi-Fi、電子郵件、即時通讯软件等，也常遭到竊聽。
手机会泄露多种隐私。美国和英国的政府、执法部门和情报部门常通过使用手机进行监视。他们可以远程启动手机上的麦克风，听取手机附近的声音。
手机开机后，手机的地理位置可很容易地被获取到。
任何人都可以使用全频扫描器（英語：scanning all-band receiver）窃听第二代移动电话的通话。第三代移动电话就难窃听一点，因为信号经过了数字化编码和压缩。政府可以通过电信公司窃听通话。公司也能购置某些设备监听并解码手机通话。

## 網路竊聽
在電腦網路中，竊聽攻擊是在網路層，收集其他電腦送出的封包（Packet），分析其內容，以取得其中的資訊。竊聽攻擊也可以是在數據鏈路層收集其他電腦送出的帧（Frame），分析其內容。